# Mas-des-Cours
Mas-des-Cours é uma comuna francesa na região administrativa de Occitânia, no departamento de Aude. Estende-se por uma área de 7,55 km². Em 2010 a comuna tinha 26 habitantes (densidade: 3,4 hab./km²).